# Thurn-Taxisové
Thurn-Taxisové (německy von Thurn und Taxis či francouzsky de la Tour et Taxis, italsky della Torre e Tasso) jsou německý knížecí rod, který pochází ze severní Itálie. Do Čech přišli v první polovině 16. století. V 17. století spojili tehdejší genealogové rod Taxis (it. Tasso) s ve středověku vymřelým italským rodem Torrianiů, protože používali příjmení della Torre (věž). Proto jim bylo přiznáno právo spojit svůj erb s erbem a titulem Thurn-Valsassina.

## Historie

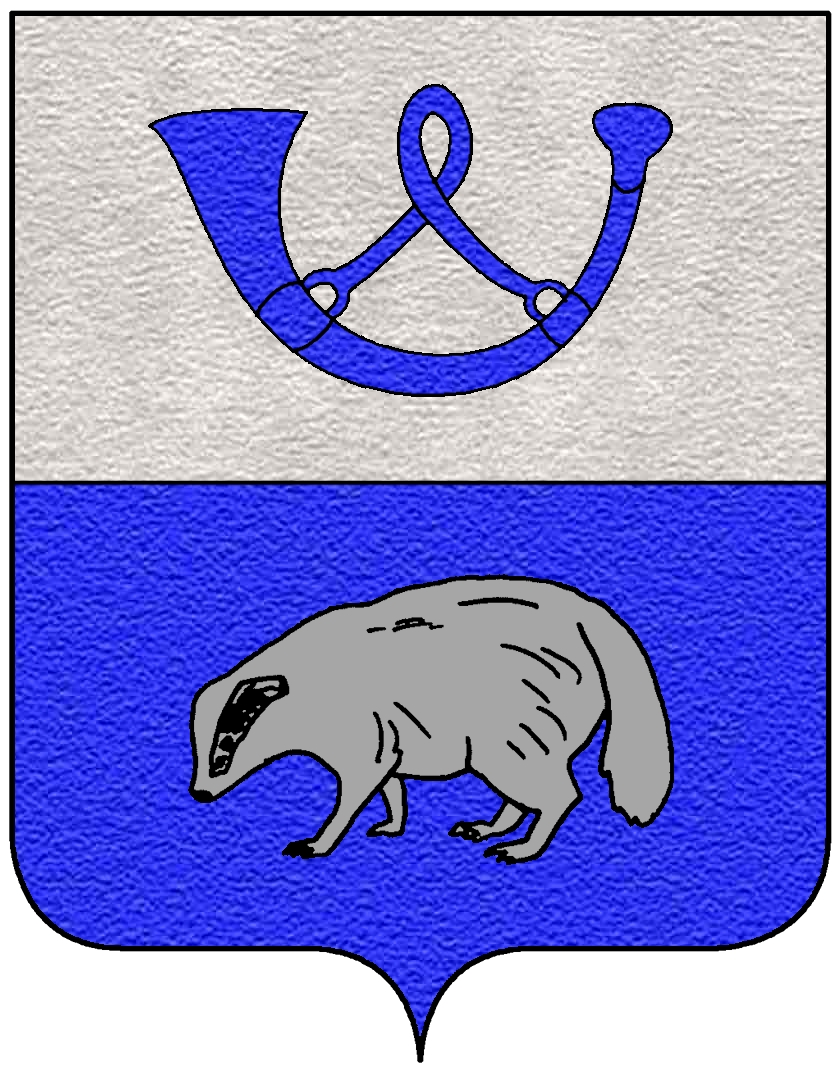
Erb původního italského rodu Tasso (Taxis). Jezevec se později objevuje ve společném erbu Thurn-Taxisů. Poštovní roh

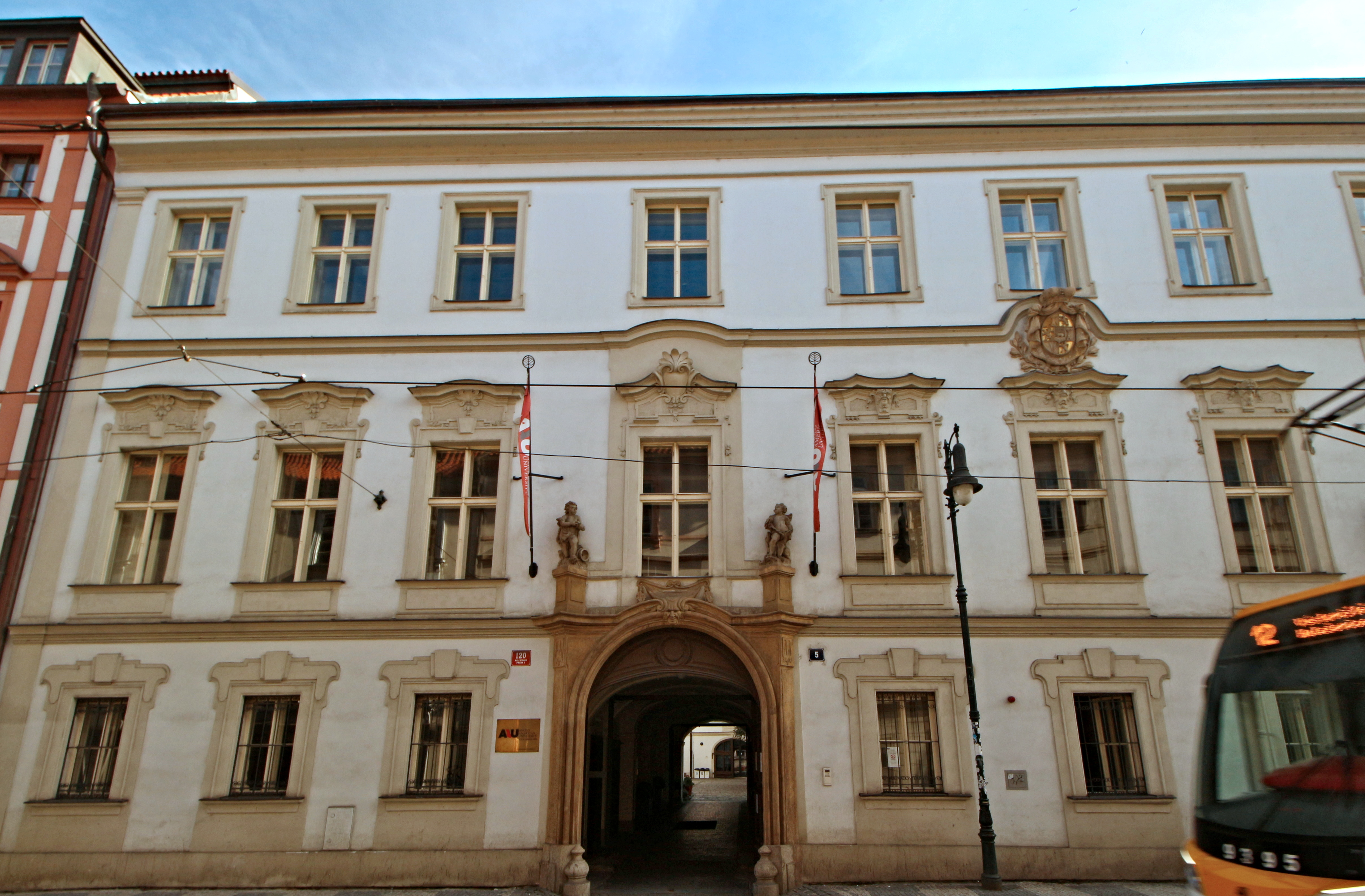
Pražský palác Thurn-Taxisů v Letenské ulici na Malé Straně. V paláci dnes sídlí Anglo-americká univerzita Praha

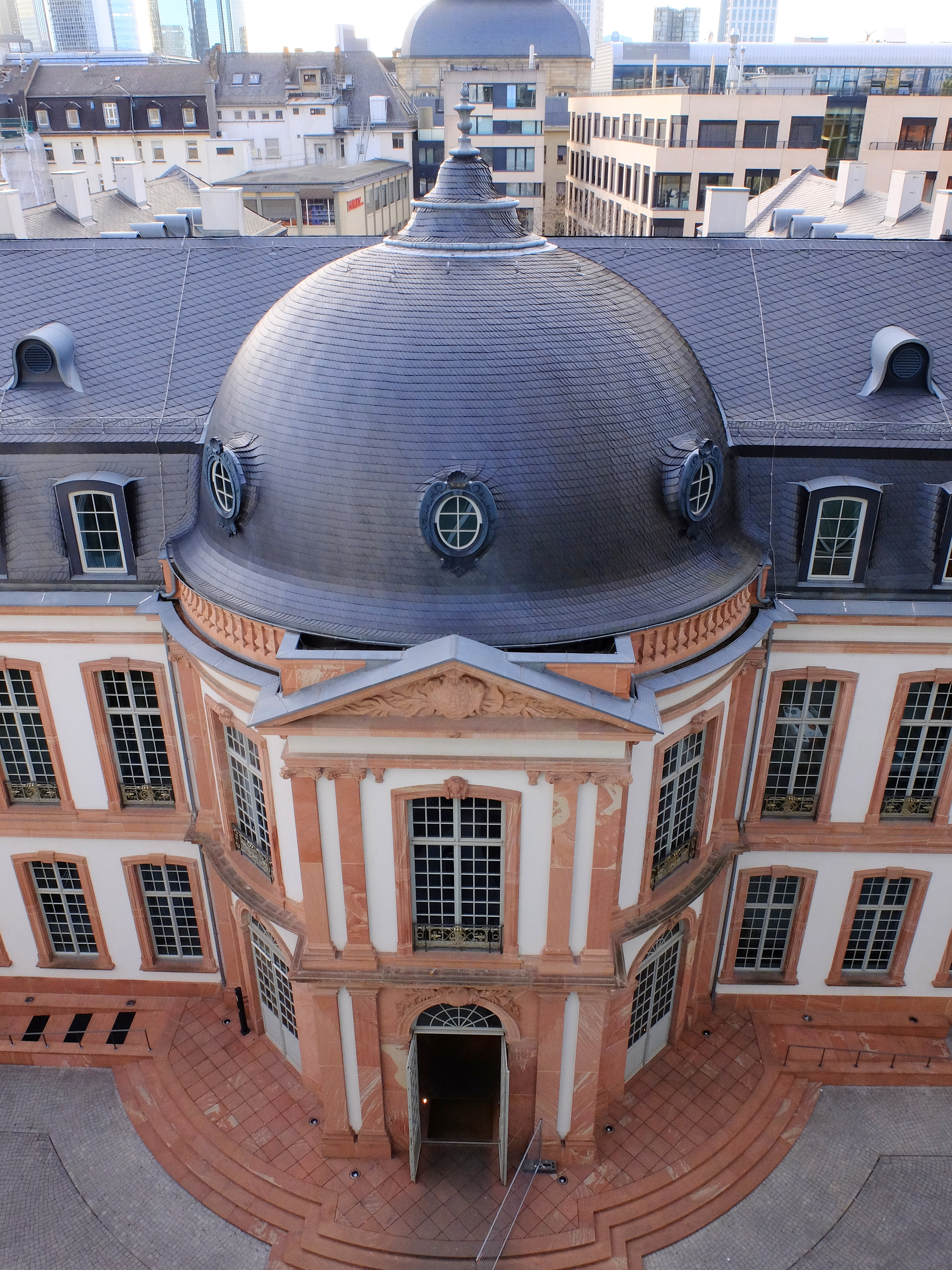
Nově postavená kopie paláce Thurn-Taxisů ve Frankfurtu nad Mohanem

První zmínky o rodu se objevují již ve 12. století v okolí severoitalského Bergama. Později se rodina poněmčila.
V 16. století získali právo provozovat poštovnictví, které v některých zemích provozovali až do 19. století.
Thurn-Taxisové provozovali poštovní služby v různých evropských, zejména rakouských, německých a španělských zemích.
V roce 1500 císař Maxmilián I. jmenoval Franze von Taxis generálním říšským poštmistrem. Ten zřídil v roce 1516 první poštovní spoj mezi Vídní a Bruselem. Jeho syn Bernard spravoval pošty v Německu a španělském Nizozemí. V té době povýšili do panského stavu. Hrabě Evžen Alexandr (1652–1714) získal v roce 1681 knížecí titul.
V 19. století používaly služeb Thurn-Taxisů zejména německé státy, které neměly vlastní poštu a známky. Thurn-Taxisové vydali celkem 54 poštovních známek. V roce 1867 postoupili poštovní výhradu (poštovní regál) Prusku za odstupné 3 miliony tolarů.

## Rod vČeských zemích

### Rod Thurn-Valsassina

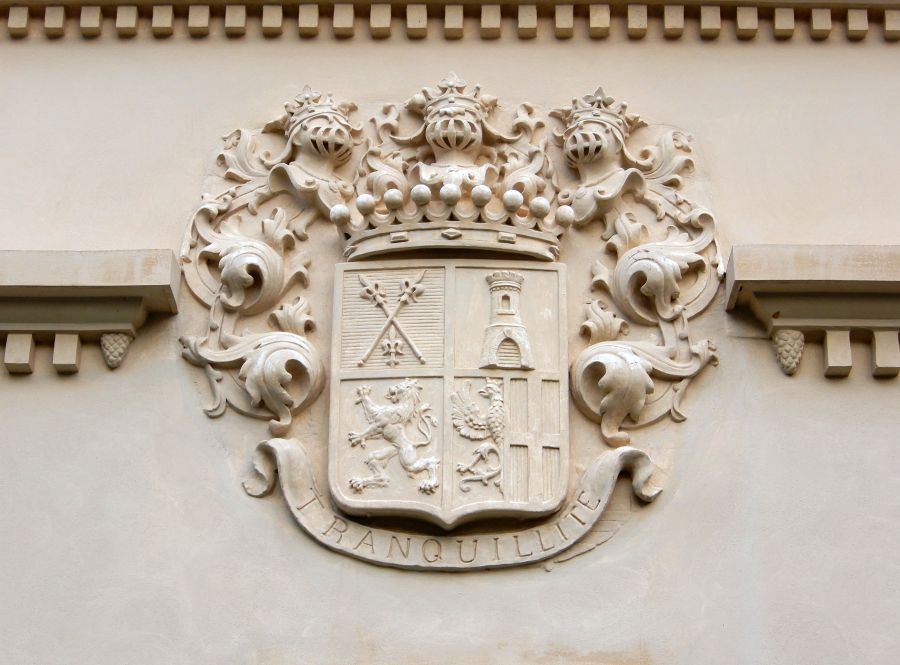
Erb Vincenta Thurn-Valsassina, zámek Valeč

Jako první do Čech dorazil František Bernard Thurn, který se poprvé oženil s Ludmilou Berkovou z Dubé, která zemřela roku 1558 se dvěma malými dětmi; podruhé se oženil s Barborou Šlikovou, s níž měl čtyři syny. Z nichž nejznámějším se stal Jindřich Matyáš Thurn (1567–1640). Vychovali jej v katolické víře, v dospělosti však přestoupil k protestantskému náboženství. Jako mladý bojoval proti Turkům. V roce 1609 se stal velitelem stavovského vojska. Po pražské defenestraci byl jmenován direktorem a jedním ze dvou vrchních velitelů vojska při českém stavovském povstání. Bojoval v jižních Čechách, porazil císařskou armádu u Vídně. Ovšem nebyl vrchním velitelem vojsk, která bojovala na Bílé hoře. Po porážce povstání odešel do exilu a válčil v dánských a švédských službách. Albrecht z Valdštejna jej zajal v bitvě u Stínavy, ale propustil jej. V roce 1640 Jindřich Matyáš Thurn v emigraci v Livonsku na území dnešního Estonska zemřel.

### Rod Thurn-Taxis
V 17. století získali v Čechách nadále žijící Thurnové hraběcí titul a v roce 1681 byl Evžen Alexandr z Thurn-Taxisu povýšen do knížecího stavu.
V 19. století držel Karel Anselm Litomyšl, jeho nevlastní mladší bratr Maxmilián Josef (1769–1831) z řezenské větve rodu v roce 1809 zdědil Loučeň a Dobrovici. Roku 1831 nechal princ Karel Anselm zámek Dobrovice přestavět na největší cukrovar v Čechách. K panstvím přikoupili roku 1869 Mcely a roku 1874 vlastnili také zámek Biskupice. Panství pak držel až do své smrti v roce 1939 Alexandr Thurn-Taxis (uložen do hrobky v Sýčině u Mladé Boleslavi), jeho manželka Marie, rozená z Hohenlohe-Waldenburgu vedla v Paříži a v Loučeni společenský salón. Panství v držení rodu zůstal až do roku 1945, kdy mu byl majetek zkonfiskován.
Rudolf (1833–1904) po studiích práv obhajoval práva českého národa. S K. J. Erbenem vydával právnický časopis, přispíval do Národních listů a Riegrova naučného slovníku. Založil a stal se prvním předsedou pražského Hlaholu. V 60. letech 19. století podporoval radikální demokratické křídlo v české politice, spolupracoval s J. V. Fričem. Po roce 1880 působil jako generální prokurátor v bulharském Plovdivu. Ke konci života se vzdal knížecího titulu a odstěhoval se do Troskova u Drážďan, kde žil jako svobodný pán z Troskova. Zemřel na Velehradě, kde byl na návštěvě své dcery Hedviky.
10. května 1945 byl princ Bedřich v Biskupicích zavražděn „revoluční gardou“ a ostatní příslušníci rodu po roce 1945 odešli z Československa a zbylý majetek rodu v Československu byl v roce 1946 konfiskován.[zdroj?] Potomci rodu v současné době žijí v cizině.

## Po roce 1989
Po sametové revoluci byly vznesené nároky na navrácení zabaveného majetku zamítnuty, neboť členové rodu v době mezi válkami neměli československé státní občanství. Nicméně manželka prince Jana (1908–1959) z loučeňsko-mcelské větve rodu, Marie Julie, získala zpět zámek Dolní Beřkovice, který patřil rodu Lobkoviců, ze kterého pocházela.

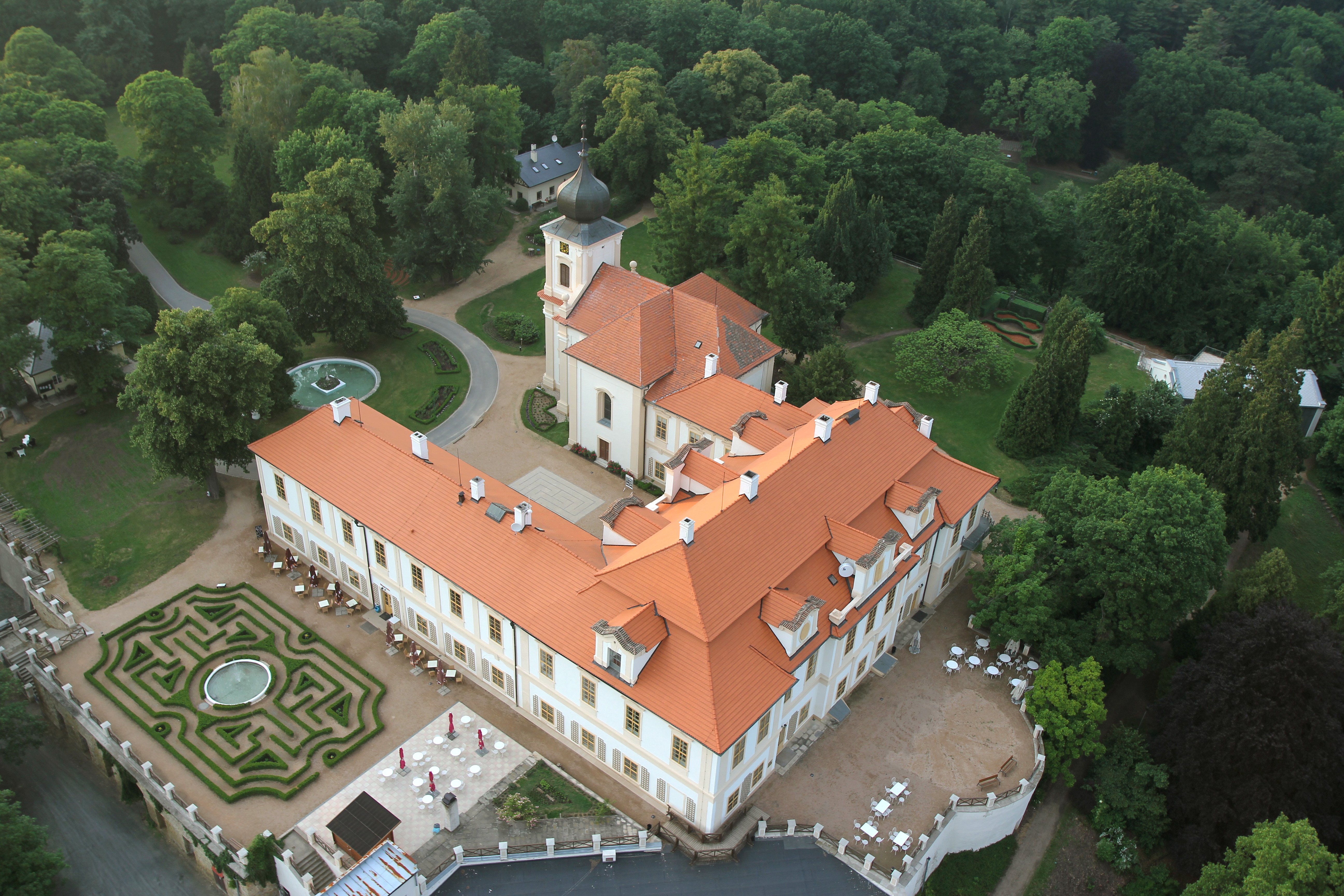
Zámek Loučeň
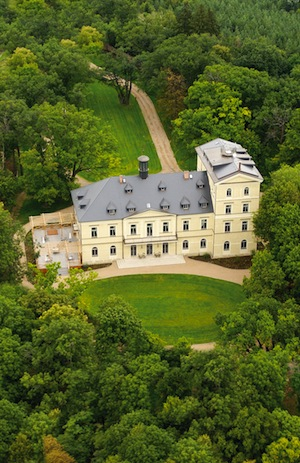
Zámek Mcely
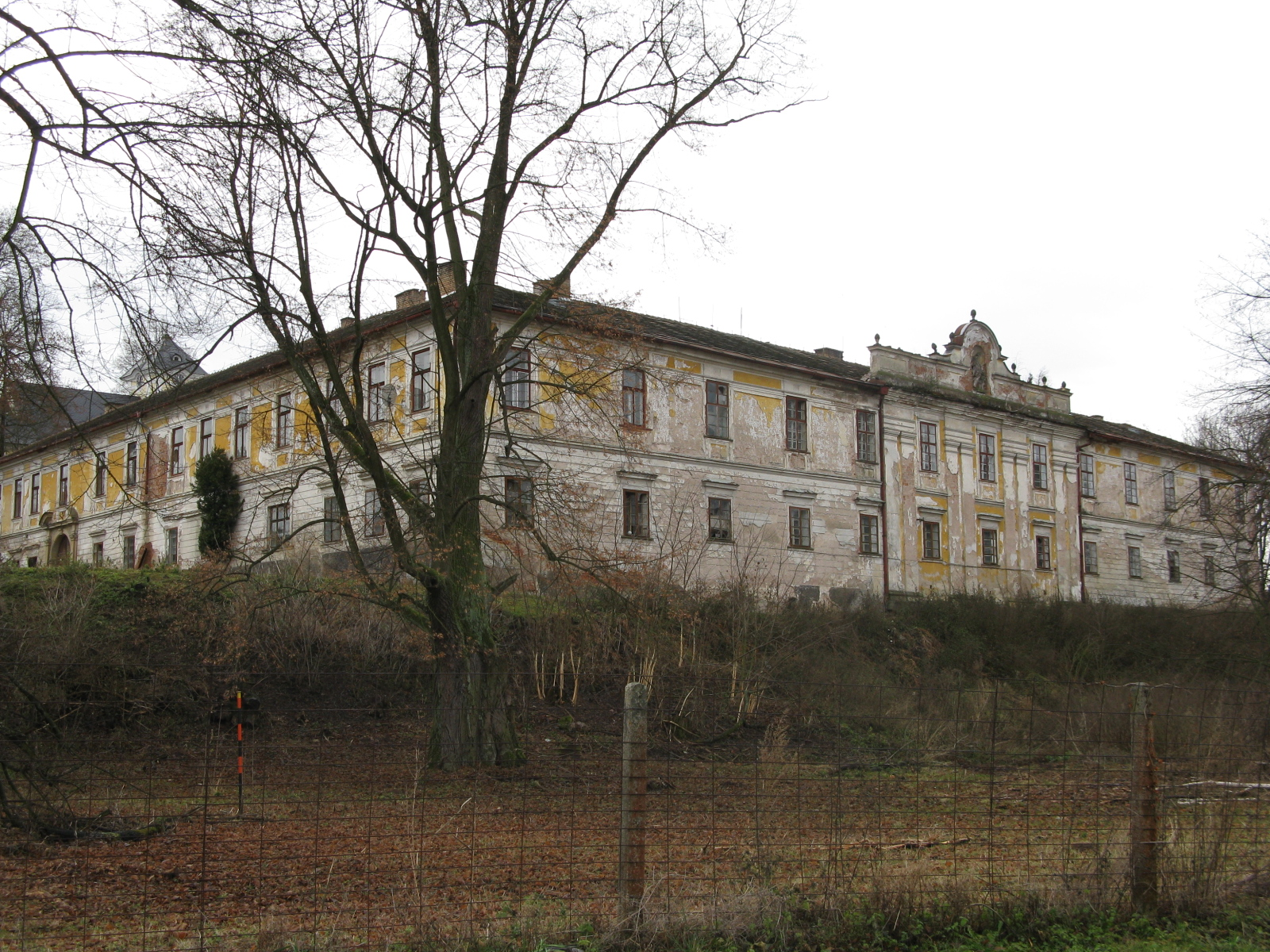
Zámek Biskupice
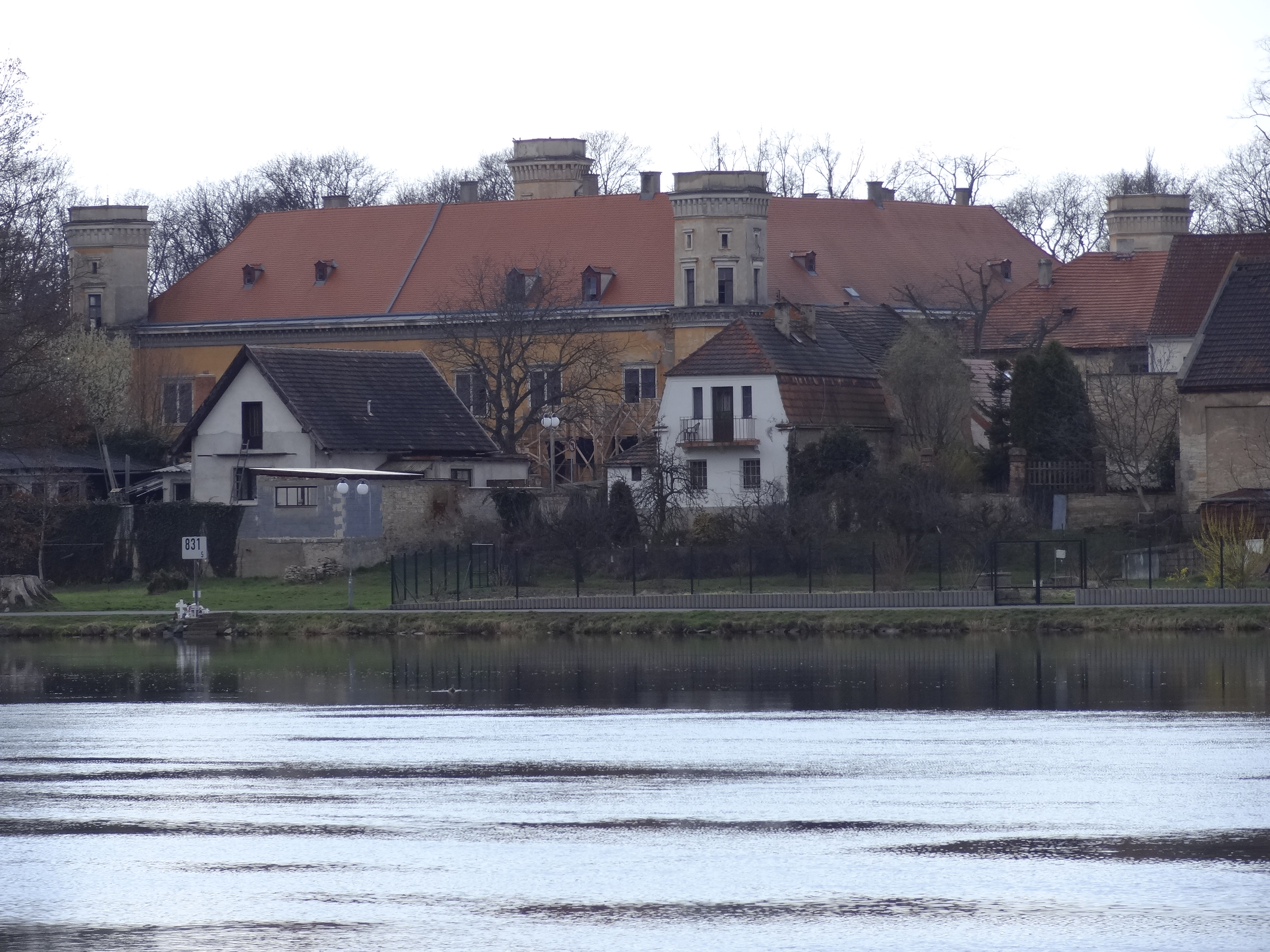
Zámek Dolní Beřkovice

## Erb

Rodový erb Thurn-Taxisů

Nosí čtvrcený erb, v němž mají ve dvou stříbrných polích thurnovským mluvící znak (Turm – německy věž) s červenou věží a znak hrabství Valsassina s červeným lvem na zlatém podkladu.

## Příbuzenstvo
Spojili se s Lobkovici, Šliky, Berky z Dubé či Fürstenberky.

## Význační členové rodu

### Taxisové (Tasso)
- Bernardo Tasso (1493–1569), italský básník, otec Torquata Tassa
- Gabriel z Taxisu (* kolem 1480; † 1529), v letech 1505 až 1529 innsbrucký poštmistr
- Kryštof z Taxisu (* kolem 1529; † po 24. březnu 1589), dvorní poštmistr za panování císaře Ferdinanda I.
- Serafín I. z Taxisu (* před 1490; † 1556), poštovní koordinátor, poštmistr v Augšpurku a Rheinhausenu
- Serafín II. z Taxisu (1538–1582), poštmistr v Augšpurku a Rheinhausenu
- Torquato Tasso (1544–1595), italský básník
- Ambrož de Taxis, první pražský poštmistr (1527)[3][1]

### Thurn-Taxisové

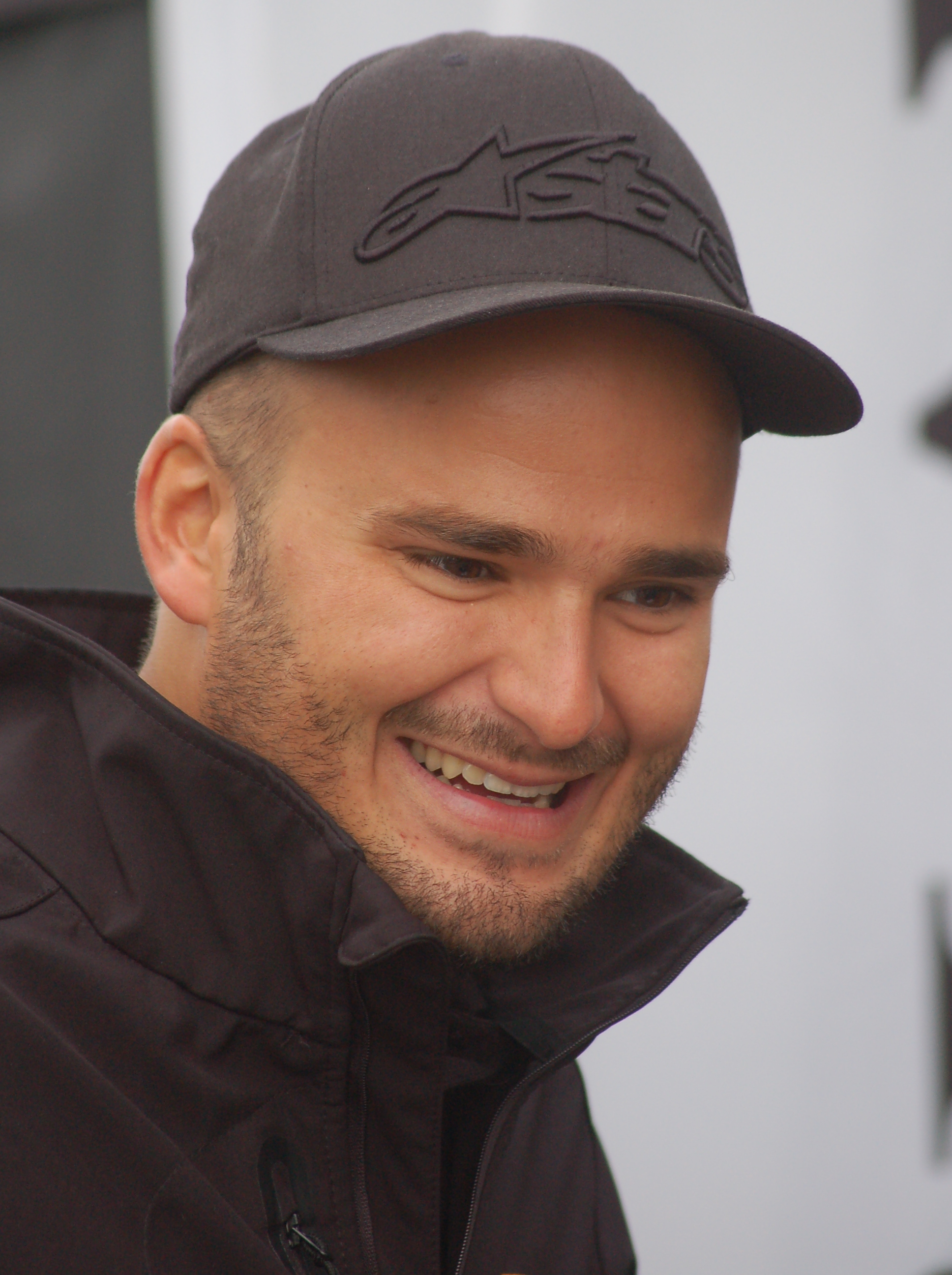
Princ Albert, současná hlava rodu Thurn-Taxisů

- Albert z Thurnu a Taxisu (* 1983), podnikatel a automobilový závodník
- Albert z Thurn-Taxisu (1867–1952), velkostatkář, podnikatel, rytíř Řádu zlatého rouna
- Alexandr Jan z Thurn-Taxisu (1851–1939), podporovatel českých umělců, např. Bedřicha Smetany, Elišky Krásnohorské či Rainera Marii Rilkeho a dalších
- Christa z Thurn-Taxisu (* 1941), někdejší německá předsedkyně Bavorského červeného kříže
- Albert Maria Lamoral z Thurn-Taxisu (1885–1945), syn Maxmiliána Antonína Lamorala
- Alžběta Helena z Thurn-Taxisu (1903–1976), markraběnka míšeňská, vévodkyně saská
- Alžběta z Thurnu a Taxisu (1860–1881) vévodkyně z Braganzy, manželka následníka portugalského trůnu Michala II.
- Alžběta z Thurnu a Taxisu (* 1982), německá novinářka a spisovatelka
- Emerich z Thurn-Taxisu (1820–1900), rakouský generálmajor
- Egon Maxmilián z Thurnu a Taxisu (1832–1892), c. a. k. rakouský podplukovník
- Bedřich Hannibal z Thurnu a Taxisu (1799–1857), rakouský generál jezdectva
- Bedřich Vilém z Thurnu a Taxisu (1805–1825), pruský voják a důstojník
- Emerich z Thurn-Taxisu (1820–1900), c.k. generál jízdy, nejvyšší štolba císařského dvora 1875–1892
- Fritz Thurn-Taxis (* 1950), novinář
- Gustav z Thurnu a Taxisu (1888–1919), princ z Thurnu a Taxisu
- Helena z Thurnu a Taxisu, vévodkyně bavorská (1834–1890)
- Jan Baptista z Thurnu a Taxisu (1706–1762), rakouský biskup a říšský hrabě
- Karel Anselm z Thurn-Taxisu
- Karel Ferdinand z Thurn-Taxisu (* 1952), rakouský hospodář a manažer
- Karel Maxmilián z Thurn-Taxisu (1855–1871)
- Karel Teodor z Thurn-Taxisu (1797–1868), bavorský generál jezdectva
- Lamoral Bedřich z Thurn-Taxisu (1832–1903), rakouský polní maršál
- Luisa z Thurnu a Taxisu (1859–1948)
- Marie Terezie z Thurnu a Taxisu (* 1980), německá podnikatelka
- Marie Alžběta z Thurn-Taxisu (1855–1934), mecenáška, podporovala mj. Rainera Mariu Rilkeho
- Marie Augusta z Thurn-Taxisu (1706–1756), manželka vévody Karla Alexandra Württemberského
- Maxmilián Antonín z Thurn-Taxisu (1831–1867), dědičný princ z Thurnu a Taxisu
- Maxmilián Josef z Thurnu a Taxisu (1769–1831) zakladatel mladší české linie
- Maxmilián Maria z Thurn-Taxisu (1862–1885)
- Pavel z Thurn-Taxisu (1843–1879), adjutant Ludvíka II. Bavorského
- Rafael Rainer z Thurn-Taxisu (1906–1993), sportovní funkcionář, komunální politik
- Sofie Frederika z Thurn-Taxisu (1758–1800), manželka knížete Karola Stanisława Radziwiłła